# Pamětní kámen v Moravských Budějovicích
Pamětní kámen je zasazen v prostranství parku před gymnáziem v Moravských Budějovicích v okrese Třebíč a je chráněnou kulturní památkou.

## Popis
Pamětní kámen je žulová stéla s plastickým reliéfem latinského kříže a sekery pod pravým břevnem. Původní místo pamětního kamene podle údajů z roku 1893 bylo sto metrů od hřbitova, u polní cesta od Lažinek do Znojma. Stáří stély se odhaduje na pozdní středověk nebo raný novověk. Její rozměry se pohybují v rozmezích: 0,75–0,90 × 0,80–0,85 × 0,24–0,30 m.

## Pověst
Podle pověsti kamennou stélu postavili řezničtí tovaryši svému kamarádovi na místě, kde padl vysílením pod tíhou kamene, při plnění sázky mezi řeznickými tovaryši. Ti se vychloubali svou silou a vsadili se, kdo přenese velký kámen z jedné meze na druhou.